# اولگا شیلهانووا
اولگا شیلهانووا (انگلیسی: Olga Šilhánová؛ ۲۱ دسامبر ۱۹۲۰ – ۲۷ اوت ۱۹۸۶) ژیمناست هنری اهل چکسلواکی بود.